# Marc Rochat
Marc Rochat, född 18 december 1992, är en schweizisk alpin skidåkare.

## Karriär
Vid VM 2025 i Saalbach-Hinterglemm tog Rochat brons i lagkombination tillsammans med Stefan Rogentin.